# 矢崎広
矢崎 広（やざき ひろし、1987年7月10日 - ）は、日本の俳優。愛称は、ぴろし。
山形県白鷹町出身。劇団ひまわり系列のブルーシャトルを経て、2007年9月よりトライストーン・エンタテイメント所属。

## 来歴
16歳のときに劇団ひまわりのオーディションに合格し、高校に合格していたにもかかわらず進学せずに研究生になるために上京。俳優養成所第2期研修科を経て、2004年8月に入団後半年経たずの異例の早さでミュージカル『空色勾玉』でデビュー。舞台のほかテレビドラマ・映画などでも活動する。
2012年8月上演の舞台『MACBETH』で初の単独主演を務めた。
2017年7月に結婚した事をファンクラブ経由で報告した。

## 人物
特技・趣味は野球、ピアノ、歌、山形弁。

## 出演

### 舞台
- ミュージカル 空色勾玉（2004年8月） - 月代王 役
- ミュージカル テニスの王子様（2005年、2007年） - 南健太郎 役[9]
  - in winter 2004-2005 side 山吹 feat. 聖ルドルフ学院（2005年1月、メルパルク東京/メルパルク大阪）
  - Dream Live 2nd（2005年5月、東京ベイNKホール）
  - The Imperial Match 氷帝学園 in winter 2005-2006（2005年12月、日本青年館/メルパルク大阪）
  - Dream Live 4th（2007年3月・5月、パシフィコ横浜/シアタードラマシティ）
- 自由という名のレール（2005年3月） - 滝拓太 役
- コミュニケーションズ（2005年4月、新国立劇場）
- Switch!（2005年9月、東京ベイNKホール） - 沖田総司/佐川衛 役
- ミュージカル イントゥ・ザ・ウッズ（2006年5月 - 6月、新国立劇場中劇場/7月兵庫県立芸術文化センター大ホール） - ジャック 役
- ミュージカル 君に捧げる歌〜A Song for you〜（2006年12月、東京芸術劇場） - 順平 役
- 新撰組異聞PEACE MAKER（2007年7月 - 8月、松下IMPホール/新国立劇場） - 山崎烝・歩 役
- ミュージカル 愛と青春の宝塚（2008年12月 - 2009年3月、新宿コマ劇場 他）
- シブヤ×アキバ 〜カノジョはボクの青い鳥〜（2009年7月 - 8月、エコー劇場） - 主演 エージ 役（W主演）
- ミュージカル ザ★ミュージックマン（2010年4月 - 5月、東京芸術劇場中ホール/新国立劇場中劇場） - トミー 役
- ミュージカル ワンダフルタウン（2010年10月 - 11月、青山劇場） - フランク 役
- パンクオペラ 時計じかけのオレンジ（2011年1月 - 2月、赤坂ACTシアター 他） - ピート 役
- ミュージカル ドラキュラ（2011年8月 - 9月、東京国際フォーラムC） - アーサー・ホルムウッド 役
- シャッフル（2011年10月 - 11月、東京タワーA2ホール） - サカイシンゴ 役
- 大江戸鍋祭〜あんまりはしゃぎすぎると討たれちゃうよ〜（2011年12月、明治座/梅田芸術劇場） - 浅野内匠頭 役[10][11]
- 三銃士〜仮面の男〜（2012年2月 - 3月、ABCホール/神奈川芸術劇場） - ルイ14世/フィリップ 役[12]
- ミュージカル『薄桜鬼』 - 土方歳三 役
  - 斎藤一篇（2012年4月 - 5月、サンシャイン劇場）[13]
  - 沖田総司篇（2013年3月、サンシャイン劇場）
  - 土方歳三篇（2013年10月、日本青年館大ホール） - 主演
  - HAKU-MYU LIVE（2014年1月、日本青年館 大ホール）
  - 風間千景篇（2014年5月、シアター1010 他）
- ミュージカル サンセット大通り（2012年6月 - 7月、赤坂ACTシアター） - アーティー 役[14]
- MACBETH（2012年8月、ラフォーレミュージアム原宿） - 主演 マクベス 役[6][8][5]
- 朗読劇 緋色の研究（2012年9月 - 10月、天王洲 銀河劇場） - ワトスン 役[15][16][17] / ホームズ[18] 役
- 里見八犬伝（2012年11月、新国立劇場中劇場 他） - 犬坂毛野
- 朗読劇 しっぽのなかまたち（2012年12月、全労済ホールスペース・ゼロ） - 小太郎/クッキー 役
- ドリームジャンボ宝ぶね 〜けっしてお咎め下さいますな〜（2013年1月、青山劇場/梅田芸術劇場） - 後藤象二郎 役[19]
- マティーニ! 〜ただ今、撮影5時間押し〜（2013年2月、シアター1010） - 市川巧 役
- 神州天馬侠（2013年4月・6月、明治座 他） - 木隠龍太郎 役
- アルテノのパン（2013年6月、赤坂レッドシアター） - 主演 アルテノ 役
- ミュージカル ドラキュラ（2013年8月 - 9月、東京国際フォーラムホールC） - アーサー・ホルムウッド 役[20]
- 歳末明治座 る・フェア 〜年末だよ！みんな集合!!〜（2013年12月、明治座/NHK大阪ホール） - 主演 源義経 役
- 早乙女太一 新春特別公演2014 「BUMP」（2014年1月、天王洲 銀河劇場）
- 贋作・好色一代男（2014年2月、紀伊國屋ホール） - 主演 世之介 役
- ミュージカル「サ・ビ・タ 〜雨が運んだ愛〜」（2014年3月 - 4月、青山円形劇場） - 弟ドンヒョン 役(Wキャスト)
- なかやざき『フランダースの負け犬』（2014年7月、シアターサンモール） - 主演 ヒュンケル 役
- ロボ・ロボ（2014年8月 - 9月、サンシャイン劇場） - 主演 レコーダーMR5 役
- ジャンヌ・ダルク（2014年10月 - 11月、赤坂ACTシアター 他） - アランソン公 役
- ミュージカル　SAMURAI 7（2015年1月、天王洲 銀河劇場） - カツシロウ 役
- ミュージカル　タイタニック（2015年3月 - 4月、Bunkamura シアターコクーン） - ベルボーイ/ハートリー 役
- 嵐が丘（2015年5月、日生劇場） - ヘアトン・アーンショウ 役[21]
- 女中たち（2015年7月、シアタートラム） - ソランジュ/クレール 役
- 朗読劇　しっぽのなかまたち4（2015年8月、全労済ホール スペース・ゼロ）
- 黒いハンカチーフ（2015年10月、新国立劇場中ホール） - 主演 日根 役
- BIOHAZARD THE STAGE（2015年10月 - 11月、EX THEATER ROPPONGI） - 主演 タイラー・ハワード 役
- ミュージカル　ドッグファイト（2015年12月 - 2016年1月、シアタークリエ 他） - バーンスタイン 役
- ETERNAL CHIKAMATSU -近松門左衛門「心中天網島」より-（2016年2月 - 3月、Bunkamura シアターコクーン 他） - トウゴ 役
- 朗読劇 私の頭の中の消しゴム 8th letter（2016年4月 - 5月、天王洲 銀河劇場） - 浩介 役 [22]
- ミュージカル「ジャージー・ボーイズ」（2016年7月、シアタークリエ） - ボブ・ゴーディオ 役 (Wキャスト)
- 宮本武蔵（完全版）（2016年8月、東京芸術劇場　シアターイースト） - 佐々木小次郎 役
- ミュージカル スカーレット・ピンパーネル（2016年10月 - 11月、赤坂ACTシアター/梅田芸術劇場メインホール/東京国際フォーラムホールC） - アルマン・サンジュスト 役
- 朗読劇「季節が僕たちを連れ去ったあとに」（2016年11月、六行会ホール） - 山田太一 役
- ミュージカル「ロミオ&ジュリエット」（2017年1月 - 3月、赤坂ACTシアター/梅田芸術劇場メインホール） - ベンヴォーリオ 役
- THE YASHIRO CONTE SHOW「魔王コント」（2017年4月、本多劇場） - 主演 サルト 役
- 朗読劇「陰陽師」（2017年7月、新宿FACE） - 安倍晴明 役
- モマの火星探検記（2017年8月、天王洲 銀河劇場 他） - 主演 モマ 役（W主演）
- 人間風車（2017年9月 - 10月、東京芸術劇場 プレイハウス 他）-小杉秀行 役 他
- 朗読劇「季節が僕たちを連れ去ったあとに」（2017年10月、あうるすぽっと） - 山田太一 役
- Shakespeare's R&J ～シェイクスピアのロミオとジュリエット～（2018年1月 - 2月、シアタートラム 他） - 主演 学生1(ロミオ) 役
- PHOTOGRAPH51（2018年4月、東京芸術劇場シアターウエスト/梅田芸術劇場シアター·ドラマシティ）- ゴスリング 役
- ミュージカル「ジャージー・ボーイズ　イン コンサート」（2018年5月、シアターオーブ） - ボブ・ゴーディオ 役 (Wキャスト)
- 朗読劇「ラヴ・レターズ」（2018年6月、草月ホール） - アンディ 役
- モニタリンGood!～それが大事～（2018年7月、オルタナティブシアター）- 主演 青山空 役
- ミュージカル「ジャージー・ボーイズ 」（2018年9月 - 11月、シアタークリエ 他） - ボブ・ゴーディオ 役 (Wキャスト)
- 右まわりのおとこ（2018年11月、あうるうぽっと）
- 音楽劇「ライムライト」（2019年4月、シアタークリエ）- ネヴィル 役
- リーディング・シアター「レイモンド・カーヴァーの世界」（2019年5月 - 6月、六本木トリコロールシアター 他）
- GOZEN -狂乱の剣-（2019年9月、サンシャイン劇場 他）- 主演 望月八弥斗 役
- ふるあめりかに袖はぬらさじ（2019年10月 - 11月、明治座 他）
- モマの火星探検記（2020年1月、サンシャイン劇場 他） - 主演 モマ 役（W主演）
- ミュージカル「ジャージー・ボーイズ 」（2020年7月 - 9月、帝国劇場 他） - ボブ・ゴーディオ 役 (Wキャスト)
- 舞台「鬼滅の刃」 - 煉獄杏寿郎 役[23]
  - 其ノ弍 絆（2021年8月7日 - 15日、天王洲 銀河劇場 / 20日 - 22日、梅田芸術劇場 メインホール / 27日 - 31日、TACHIKAWA STAGE GARDEN）[23]
  - 其ノ参 無限夢列車（2022年9月 - 10月、東京 / 京都）[24]
- バンズ・ヴィジット　迷子の警察音楽隊（2023年2月7日 - 23日、日生劇場 / 3月6日 - 8日、梅田芸術劇場 / 3月11日 - 12日、刈谷市総合文化センター） - イツィク 役
- ミュージカル『ダーウィン・ヤング 悪の起源』（2023年6月7日 - 25日、シアタークリエ / 6月30日 - 7月2日、兵庫県立芸術文化センター 阪急中ホール） - ニース・ヤング 役[25]
- リーディングシアター「四つの署名」（2023年8月2日 - 8月6日、サンシャイン劇場）
- アメリカの時計（2023年9月15日 - 10月1日、KAAT神奈川芸術劇場） - 主演 リー・ボーム 役
- 少年社中 25周年記念ファイナル 第42回公演『テンペスト』（2024年1月6日 - 21日、サンシャイン劇場 / 1月25日 - 28日、梅田芸術劇場 シアター・ドラマシティ）[26]
- リーディングシアター シャーロック・ホームズシリーズ「緋色の研究」「四つの署名」（2024年5月2日・3日・5日、サンシャイン劇場）[27]
- 舞台「ハリー・ポッターと呪いの子」（2024年7月8日 - 10月30日、赤坂ACTシアター） - ロン・ウィーズリー 役（Wキャスト）[28]
- ミュージカル「ボニー&クライド」（2025年3月10日 - 4月17日、シアタークリエ / 4月25日 - 30日、森ノ宮ピロティホール / 5月4日・5日、博多座 / 5月10日・11日、東海市芸術劇場） - 主演 クライド・バロウ 役（Wキャスト）[29][30]
- ミュージカル「Play a Life 10周年記念公演」（2025年5月21日 - 23日、博品館劇場）[31]
- ソロリーディング マリー・ルイーゼ・カシュニッツの世界（2025年7月16日 - 19日〈予定〉、パルテノン多摩 小ホール）[32]
- KAAT神奈川芸術劇場プロデュース「最後のドン・キホーテ THE LAST REMAKE of Don Quixote」（2025年9月14日 - 10月4日〈予定〉、KAAT神奈川芸術劇場 ホール / 10月12日・13日〈予定〉、オーバード・ホール 大ホール / 10月25日・26日〈予定〉、J:COM北九州芸術劇場 中劇場 / 11月1日 - 3日〈予定〉、SkyシアターMBS）[33]

### 映画
- バッテリー（2007年） - 海音寺一希 役
- バベル（2007年） - 青少年 役
- 赤い糸（2008年） - 篠崎悠哉 役
- ごくせん THE MOVIE（2009年） - 松方広 役
- 屍病汚染 DEAD RISING（2010年） - シン 役
- HK 変態仮面（2013年） - 刑事 役
- Blue（2014年）
- 東映ムビ×ステ シリーズ
  - GOZEN -純恋の剣-（2019年7月5日公開）- 望月八弥斗 役
  - 仁義なき幕末-龍馬死闘篇（2023年3月25日公開）- 高梨明 役
- すくってごらん（2021年）-川西 役
- ストレージマン（2022年） - 落合 役

### テレビドラマ
- 生物彗星WoO（2006年4月 - 8月、NHKデジタル衛星ハイビジョン） - 元木小太郎 役
- 仮面ライダー電王 第9話・10話（2007年3月・4月、テレビ朝日） - 菊池信司 役
- フルスイング（2008年1月 - 2月、NHK総合） - 柴田修斗 役
- 貧乏男子 ボンビーメン（2008年1月 - 3月、日本テレビ） - 東 役
- ごくせん 第3シリーズ（2008年4月 - 6月、日本テレビ） - 松方広 役
  - ごくせん卒業スペシャル'09（2009年3月）
- 赤い糸 第1話・2話・4話（2008年12月 - 2009年1月、フジテレビ） - 篠崎悠哉 役
- 東京DOGS（2009年10月 - 12月、フジテレビ） - 蒲田シゲオ 役
- 特上カバチ!! 第1話・2話（2010年1月、TBS） - 上杉賢 役
- 終戦ドラマスペシャル 歸國（2010年8月14日、TBS） - 木下 役
- 科捜研の女 第10シリーズ CASE.X（2010年9月、テレビ朝日） - 浅羽史明 役
- 金魚倶楽部 第1,4話（2011年7月、NHK総合） - 間宮純矢 役
- 勇者ヨシヒコと魔王の城 第4話（2011年7月、テレビ東京） - 盗賊C 役
- ウルトラゾーン 第7話（2011年11月、テレビ神奈川 他） - 赤川 役
- コドモ警察 第1話（2012年4月、TBS） - チンピラ 役
- 海の上の診療所 第8話（2013年12月2日、フジテレビ） - 今井尚人 役
- HERO 第5話（2014年8月11日、フジテレビ） - 小茂田繁樹 役
- 大河ドラマ いだてん〜東京オリムピック噺〜 第19話（2019年5月19日、NHK） - 沢田英一 役
- 少年寅次郎 最終話（2019年11月16日、NHK総合） - 般若の政吉 役
- 半沢直樹 第3話（2020年8月2日、TBS） - 加藤 役
- 刑事7人 第7シリーズ（2021年） - 小祝哲郎 役
- 特捜9 Season5 第10話（2022年6月8日、テレビ朝日） - 木戸口淳 役
- 雲霧仁左衛門5（放送開始日未定、NHK BSプレミアム）- 宮本新八 役
- ファーストペンギン! 第7話・第8話・最終話（2022年11月16日・11月23日・12月7日、日本テレビ） - 逢坂孝徳 役[34]
- 9ボーダー（2024年4月19日 - 、TBS） - 稲沢大吾 役[35]
- 法廷のドラゴン 第5話（2025年2月14日、テレビ東京） - 加賀春隆 役[36]

### 配信ドラマ
- 仮面ライダーセイバースピンオフ 仮面ライダーサーベラ＆仮面ライダーデュランダル（2022年11月20日、東映特撮ファンクラブ） - 御手洗るい / 天邪鬼メギド 役[37]

### バラエティ
- 戦国鍋TV 〜なんとなく歴史が学べる映像〜（2010年 - 2012年、テレビ神奈川 他）

「SHICHIHON槍」 - 平野長泰 役
「うつけバーNOBU」 - 健太 役
「戦国サポートセンター2」 - 大友の部下（声）役
「戦国武将がよく来るキャバクラ」 - 佐久間盛政 役
「幕×JAPAN」 - ボーカルTOSHI/大久保利通 役
- ゲイジツ野郎〜アートが学べるかもなTV〜（2012年10月、フジテレビ（関東ローカル））
- かみばな〜日本には八百万の神様がいるかもしれない〜（2013年4月 - 、BS11）

「天孫降臨」 - ニニギ 役

### テレビアニメ
- 僕等がいた（2006年7月 - 12月、TOKYO MX） - 主演 矢野元晴 役[39]
- ヒロイック・エイジ（2007年4月 - 9月、テレビ東京） - 主演 エイジ 役[40]

### インターネット
- 古坂大魔王のカツアゲ!（2012年12月、アメーバスタジオ） - 第14代目見習い
- あさステ!（2018年10月 - 、文化放送 超!A&G+）

### CM
- NTT東日本 初心者向けコンテンツ 家族利用篇「ある4人家族の場合」（2004年）
- 任天堂 「Wii Fit」その4篇（2007年）
- SONY  「Play You.」応援篇（2008年） - アルバイト 役
- かっぱ寿司 「涙」篇（2012年）
- サントリー 「ザ・プレミアム・モルツ〈香る〉エール」出会い篇（2017年） - ナレーション
- KOSE 「カルテ クリニティ」敏感ケアが変わる篇（2017年） - ナレーション
- 富士ゼロックス 「Smart Work Innovation」Smart Work Innovation アトム Document AI篇（2018年） - ナレーション

### スチールモデル
- チロルチョコ「クールボーイ甲子園」（2006年）

### ミュージックビデオ
- So' Fly「OLD DAYZ」（2008年10月） - 清瀬祐斗 役[41][42]
- ORANGE RANGE 「瞳の先に」（2009年7月）
- 松の廊下走り隊7「キラ☆キラ KIRA Killers」
- DA2-DANZIN「ダッシュ&キック」　「どうしても」
- 御曹司「恋のMINAMOTO」

### 音楽CD
- 戦国鍋TV ミュージック・トゥナイト〜なんとなく歴史が学べるCD〜（2011年3月、キングレコード）「SHICHIHON槍」
- 戦国鍋TV ミュージック・トゥナイト〜なんとなく歴史が学べるCD 再出陣！〜編（2013年1月、キングレコード）「幕×JAPAN」